# Libnotes subopaca
Libnotes subopaca är en tvåvingeart som beskrevs av Alexander 1923. Libnotes subopaca ingår i släktet Libnotes och familjen småharkrankar.
Artens utbredningsområde är Taiwan. Inga underarter finns listade i Catalogue of Life.